# Mr. Bingle's Melodrama
Mr. Bingle's Melodrama è un cortometraggio muto del 1914 diretto da George D. Baker.

## Produzione
Il film fu prodotto dalla Vitagraph Company of America.

## Distribuzione
Distribuito dalla General Film Company, il film - un cortometraggio in tre bobine - uscì nelle sale cinematografiche statunitensi il 15 giugno 1914. Ne venne fatta una riedizione che fu distribuita il 10 dicembre 1917 dalla Favorite Films.